# 647 Адельґунда
647 Адельґунда (647 Adelgunde) — астероїд головного поясу, відкритий 11 вересня 1907 року Августом Копфом у Гейдельберзі.